# 6511 Furmanov
6511 Furmanov este un asteroid din centura principală de asteroizi.

## Descriere
6511 Furmanov este un asteroid din centura principală de asteroizi. A fost descoperit pe 27 august 1987 la Observatorul astrofizic din Crimeea de Liudmila Cernîh. El prezintă o orbită caracterizată de o semiaxă mare de 2,60 ua, o excentricitate de 0,12 și o înclinație de 8,1° în raport cu ecliptica.